# مود فيلي
مود فيلي (بالإنجليزية: Maude Fealy)‏ ‏ هي ممثلة مسرح وممثلة صامتة أمريكية.
وُلدت مود في مدينة ممفيس عام 1883 تحت اسم مود ماري هوك، وَتُوفيت في عام 1991 في مدينة وودلاند هيلز في لوس أنجلوس.

## روابط خارجية
- مود فيلي على موقع IMDb (الإنجليزية)
- مود فيلي على موقع قاعدة بيانات برودواي على الإنترنت (الإنجليزية)
- مود فيلي على موقع قاعدة بيانات الفيلم (الإنجليزية)
- مود فيلي على موقع فايند أغريف